# Amata pseudodelia
Amata pseudodelia là một loài bướm đêm thuộc phân họ Arctiinae, họ Erebidae.